# Modelo Olami-Feder-Christensen
Na área de sistemas dinâmicos, o modelo Olami-Feder-Christensen (também conhecido como modelo OFC) foi inicialmente proposto por Z. Olami, H. J. S. Feder e K. Christensen como um modelo simplificado para a propagação de terremotos e como um exemplo da criticalidade auto-organizada (SOC).

## O modelo
O modelo OFC é um autômato celular, normalmente definido em uma rede de células quadrada de lado {\displaystyle L\,\!} (embora existam generalizações em que o modelo é definido em um grafo) contínuo, ou seja, os estados das células e o tempo são definidos por valores contínuos e não por valores discretos. A evolução do modelo se dá por iterações que ocorrem em duas etapas, chamadas de acúmulo de tensão e relaxamento (ou avalanche, que representa o terremoto propriamente dito).
Os estados das células são definidos por uma variável real {\displaystyle K\,\!}, chamada de tensão. Vamos primeiramente escolher um intervalo para essa variável. Sem perda de generalidade (isso fica mais claro depois) podemos escolher {\displaystyle K\geq 0}. Também precisamos escolher um valor {\displaystyle K_{c}>0\,\!}, chamado de tensão crítica que também é arbitrário e é normalmente escolhido como 1 e um último parâmetro {\displaystyle \alpha \,\!} que tem relação com a dissipação.
No acúmulo de tensão, as células (também chamadas de sítios) obedecem a seguinte regra:
{\displaystyle M=\max _{(i,j)\in R}(K_{i,j})}
{\displaystyle K_{i,j}\leftarrow K_{i,j}-M+K_{c}\,\forall \,(i,j)\in R}
onde {\displaystyle R\,\!} é a rede inteira, representada por {\displaystyle \{1,\ldots ,L\}\times \{1,\ldots ,L\}} e {\displaystyle K_{i,j}\,\!} é a tensão do sítio {\displaystyle (i,j)\,\!}
Essa regra permite definir uma variável temporal para o modelo e que evoluiria nessa etapa como:
{\displaystyle t\leftarrow t+K_{c}-M}
Isso equivale a dizer que a tensão vai se acumulando em todos os sítios com:
{\displaystyle {\frac {{\mbox{d}}K_{i,j}}{{\mbox{d}}t}}=1} até que algum sítio atinja a tensão {\displaystyle K_{c}\,\!}
Os sítios que após o acúmulo de tensão tem tensão igual a {\displaystyle K_{c}\,\!} são chamados epicentros da iteração (ou epicentros do terremoto).
No relaxamento, os sítios obedecem a seguinte regra enquanto houver sítios com tensão maior ou igual a {\displaystyle K_{c}\,\!} (também chamados de sítos críticos):
Sejam {\displaystyle C_{1},\ldots ,C_{n}} todos os sítios críticos da rede
{\displaystyle K'_{C_{q}}\leftarrow K_{C_{q}}\,\forall \,q=1,\ldots ,n}
{\displaystyle K_{C_{q}}\leftarrow 0\,\forall \,q=1,\ldots ,n}
{\displaystyle K_{v}\leftarrow K_{v}+\alpha K'_{C_{q}}\,\forall \,v} vizinho de {\displaystyle C_{q}\,\!} para cada um dos {\displaystyle q=1,\ldots ,n}
onde vizinho tem aqui o significado usualmente usado para uma rede e os {\displaystyle K'\,\!} são variáveis auxiliares.
As formas de tratar os vizinhos dos sítios da borda definem diferentes versões do modelo (as formas de tratar as bordas são chamadas condições de contorno e serão abordadas adiante). Essa regra, assim como a do acúmulo da tensão tem uma interpretação simples. As tensões saem dos blocos críticos e se espalham para seus vizinhos, isso pode gerar uma reação em cadeia, pois os vizinhos de um bloco crítico que não fossem críticos podem passar a serem críticos depois de receber mais tensão.
Essa reação em cadeia é o que representa o terremoto no modelo OFC. Isso torna interessante definir duas variáveis, o tamanho de um terremoto {\displaystyle S\,\!} e a sua energia liberada {\displaystyle E\,\!}. A primeira é definida como sendo o número de sítios que se tornaram críticos durante a iteração e a outra é a soma de toda a tensão que foi "relaxada", ou seja, a soma das tensões dos sítios que se tornaram críticos (a tensão é somada a {\displaystyle E\,\!} toda vez que um sítio relaxa, de forma que não vale que {\displaystyle L^{2}K_{c}\,\!} seja um máximo de {\displaystyle E\,\!})

### Condições de contorno
Para o modelo definido em uma rede quadrada temos duas condições de contorno principais:
- Condições de contorno periódicas
- Condições de contorno livres

Que são impostas apenas definido quais são os vizinhos de cada sítio na borda. No primeiro caso, os sítios {\displaystyle (1,i)\,\!} são vizinhos dos {\displaystyle (L,i)\,\!} e os sítios {\displaystyle (i,1)\,\!} são vizinhos dos {\displaystyle (i,L)\,\!} para {\displaystyle i=1,\ldots ,L}. No segundo caso, os sítios das quinas tem apenas dois vizinhos e os outros sítios de borda três vizinhos.
A interpretação das duas condições de contorno é bastante simples. A primeira é equivalente a um modelo definido em uma rede plana infinita, mas com uma regularidade de período L em ambas as direções da rede (vertical e horizontal). Como em uma rede infinita não existe o problema de ter que tratar as bordas de forma diferente, isso equivale a não usar bordas no modelo. Essa abordagem é muito comum em vários problemas de mecênica estatística e em outros autômatos celulares cujas evoluções precisam ser calculadas numericamente.
Já as condições de contorno livres são como se a tensão que saísse da borda não pudesse mais voltar para ela. Essa condição é claramente inspirada na condição de contorno do modelo da pilha de areia BTW e pode ser interpretada como a existência de um tipo diferente de sítio, cuja tensão vale sempre 0 (ou seja, ele obedece a uma regra diferente de evolução dos sítios comuns e acaba atuando como um sorvedouro de tensão). Esses sítios são convenientemente chamados de bordas e os sítios que obedecem às regras normais são chamados blocos (por causa do modelo de Burridge-Knopoff). Nesse caso teríamos uma rede quadrada de lado {\displaystyle L+2\,\!} em que os sítios mais externos são bordas e os outros sítios são blocos.

### O parâmetro de conservação
A evolução do modelo depende de um parâmetro {\displaystyle \alpha \,\!}, chamado de parâmetro de conservação. Note que se um bloco crítico tem tensão {\displaystyle K_{0}\,\!}, ele transfere para os seus sítios vizinhos uma tensão {\displaystyle 4\alpha K_{0}\,\!} e perde toda a tensão que ele possuía. Logo, se nenhum dos sítios vizinhos desse bloco for uma borda, a variação de tensão na rede inteira por causa desse relaxamento é {\displaystyle \Delta K=(4\alpha -1)K_{0}\,\!}, se alguma borda é vizinha do sítio essa variação é sempre menor que esse valor. Se {\displaystyle \Delta K=0\,\!} sempre que nenhum vizinho é borda, o modelo é dito conservativo (pois esse tipo de relaxamento conserva a tensão total). Ou seja, se {\displaystyle \alpha =0,25\,\!} o modelo conserva a tensão total em um relaxamento. Se {\displaystyle \alpha <0,25\,\!} o modelo é dito não-conservativo (pois a tensão total sempre diminui em um relaxamento).
Como o caso {\displaystyle \alpha >0,25\,\!} implica num acréscimo de tensão ele não tem interesse para a modelagem de terremotos, pois ele equivaleria a um aumento da energia mecânica do sistema sem nenhuma influência externa (isso pode ser visto pela analogia desse modelo com o de Burridge-Knopoff). Porém no caso de condições periódicas de contorno, como não temos sítios que são bordas, todo relaxamento aumenta a tensão total do sistema. Logo a partir do momento em que a tensão total for maior que {\displaystyle K_{c}L^{2}\,\!} não existem mais configurações da rede que consigam sair da etapa de relaxamento, o que implica que as tensões dos sítios, o tamanho e a energia do terremoto divergem para {\displaystyle \infty \,\!}. Além disso, a tensão excede esse limite em um máximo de {\displaystyle {\frac {L^{2}}{4\alpha -1}}\,\!} relaxamentos.
O modelo com condições periódicas possui outra propriedade, se {\displaystyle \alpha \leq 0,25\,\!} o modelo entra em um regime periódico. Em especial, a partir de um certo ponto, se {\displaystyle \alpha =0,25\,\!}, {\displaystyle S\,\!} e {\displaystyle E\,\!} divergem, mesmo com a tensão se mantendo constante e os sítios são relaxados periodicamente com período {\displaystyle L^{2}\,\!}.
Por essa razão, o modelo com condições de contorno livres é o mais estudado e as principais questões são quais são as diferenças de comportamento entre o modelo conservativo e o não-conservativo e se o modelo exibe realmente SOC.